# Burgstaaken

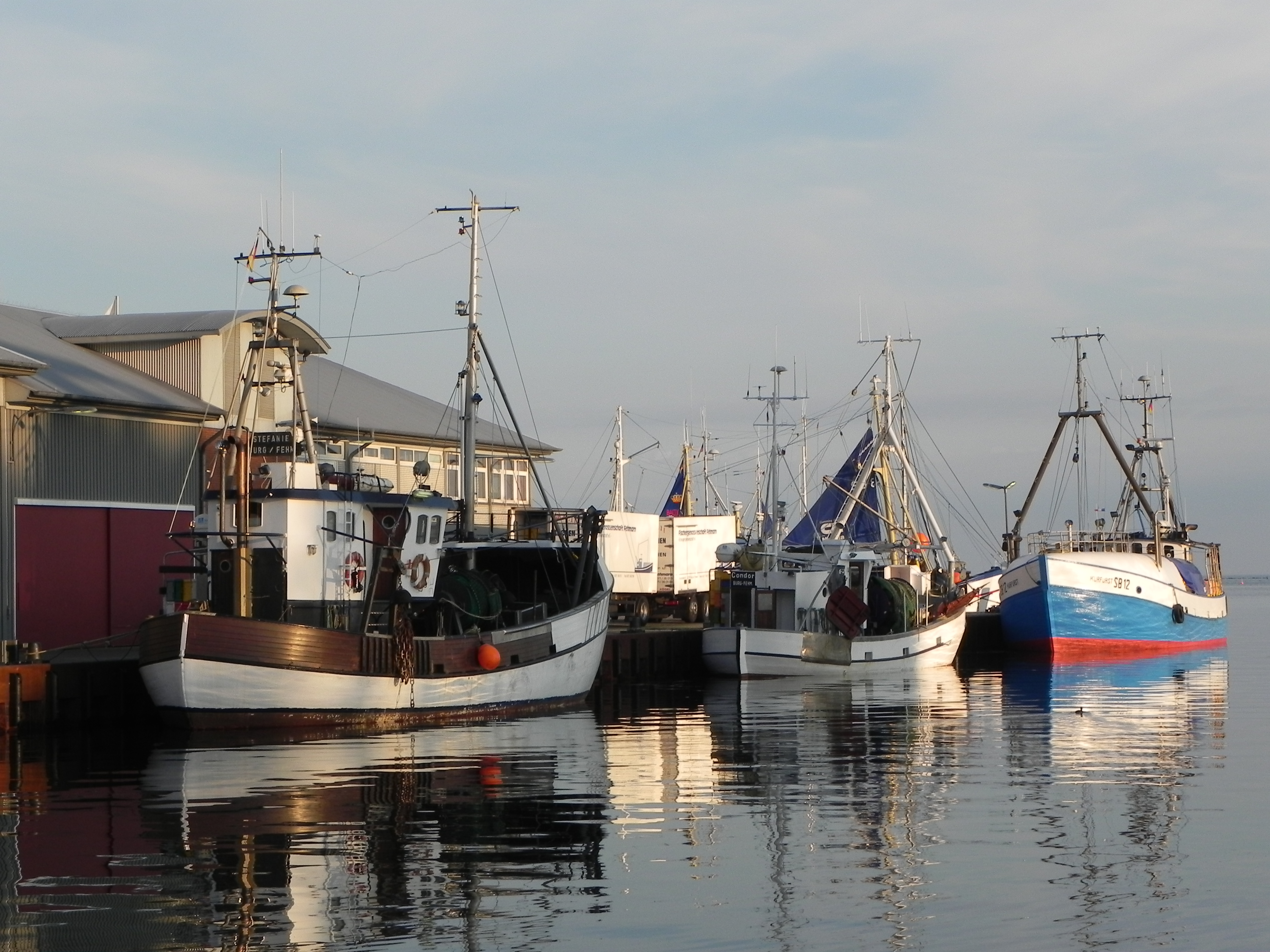
Fischkutter im Fischereihafen

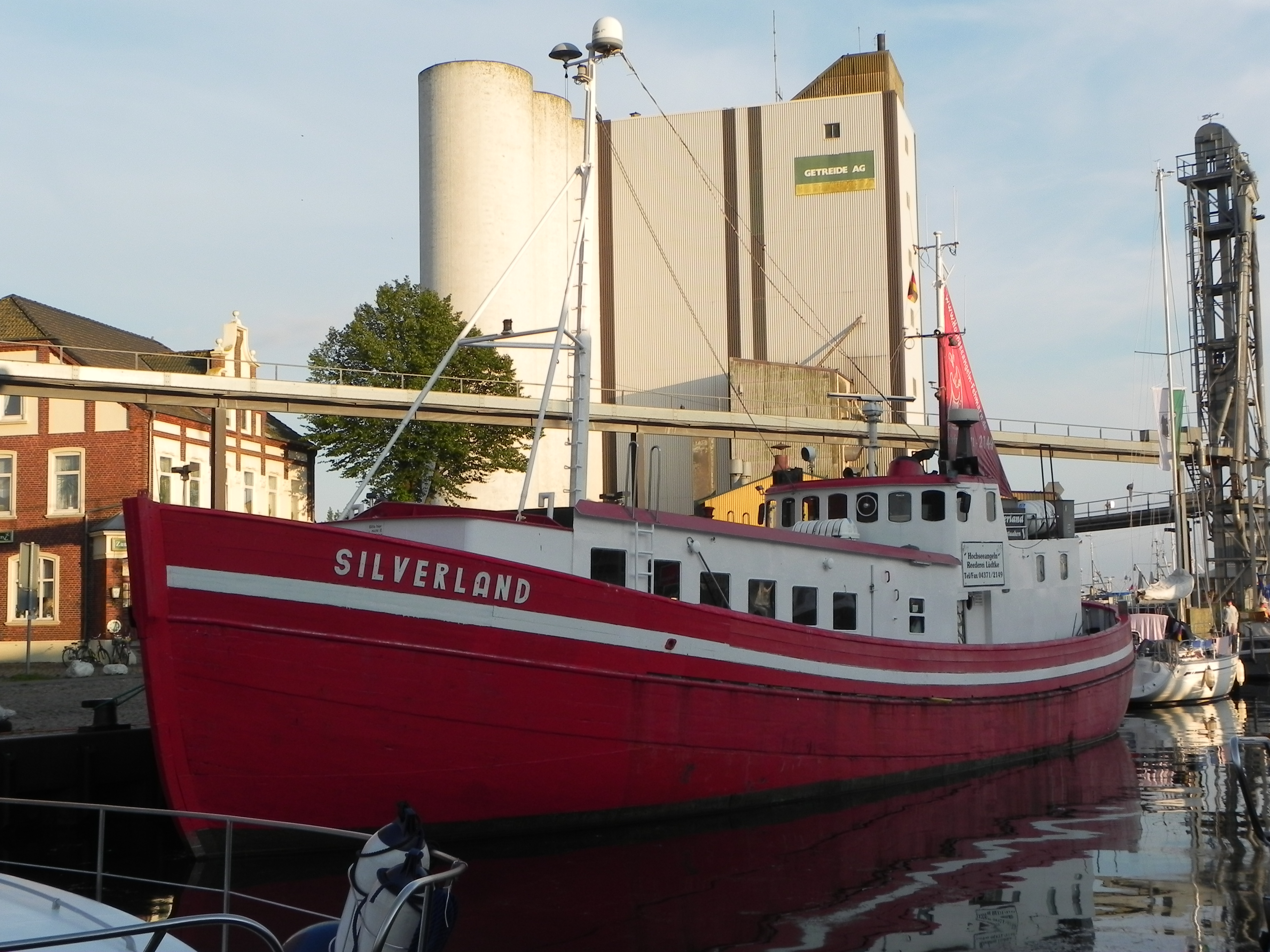
Fischkutter im Kommunalhafen

Burgstaaken ist eine Straße, die den kombinierten Kommunal- und Yachthafen am Burger Binnensee der Ostseeinsel Fehmarn verbindet. Durch den Burger Binnensee ist er vor der Ostsee geschützt. Von Burg aus geht der Staakensweg, ein altes Kopfsteinpflaster. Nach dem Staakensweg folgt die Straße Burgstaaken bis zum Hafen.
Alle zwei Jahre wird hier an einem Wochenende im Sommer das Hafenfest gefeiert.

## Geschichte

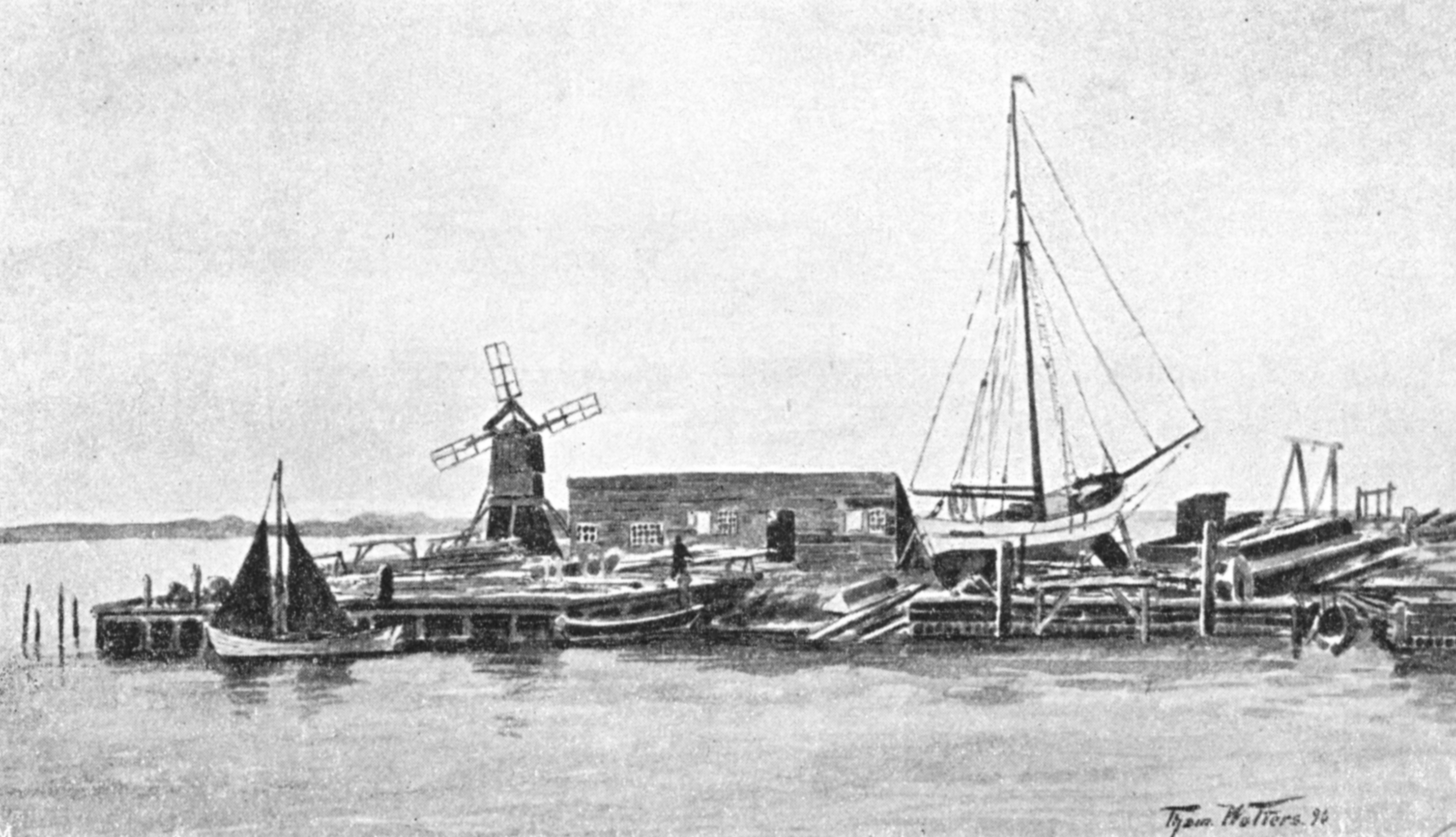
Hafen Burgstaaken um 1896

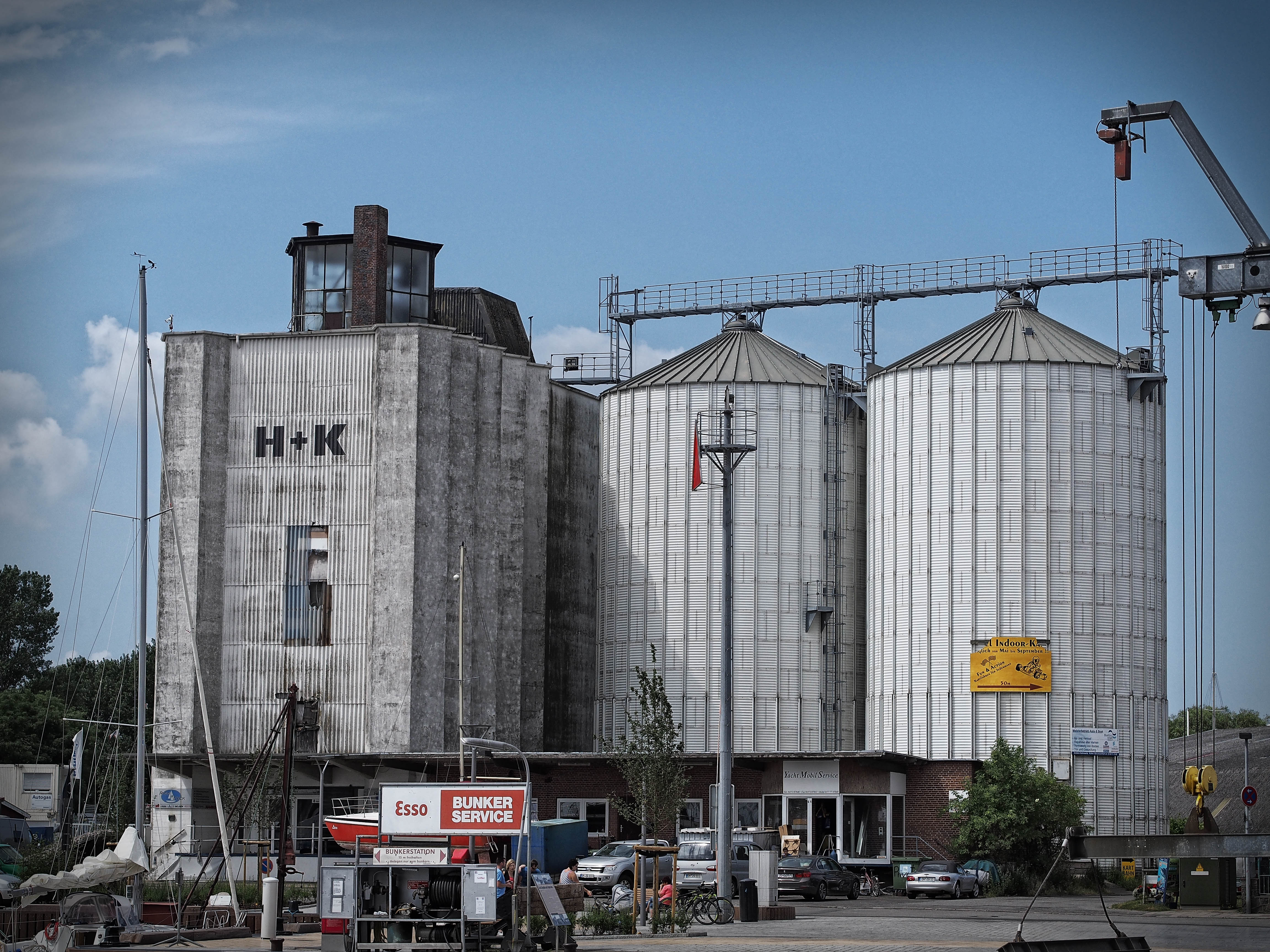
Getreidesilos

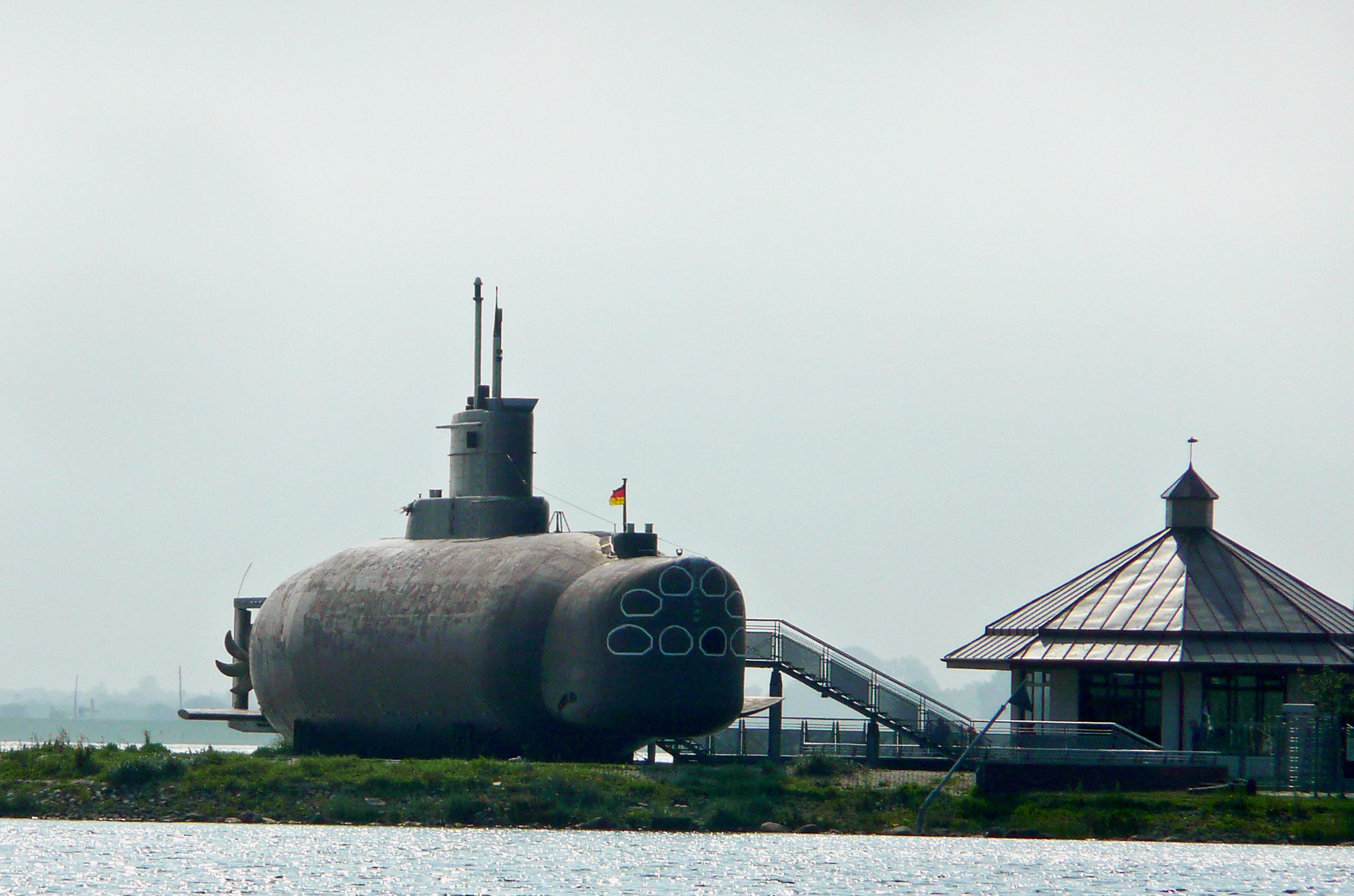
U-Boot U 11 im U-Boot-Museum Fehmarn

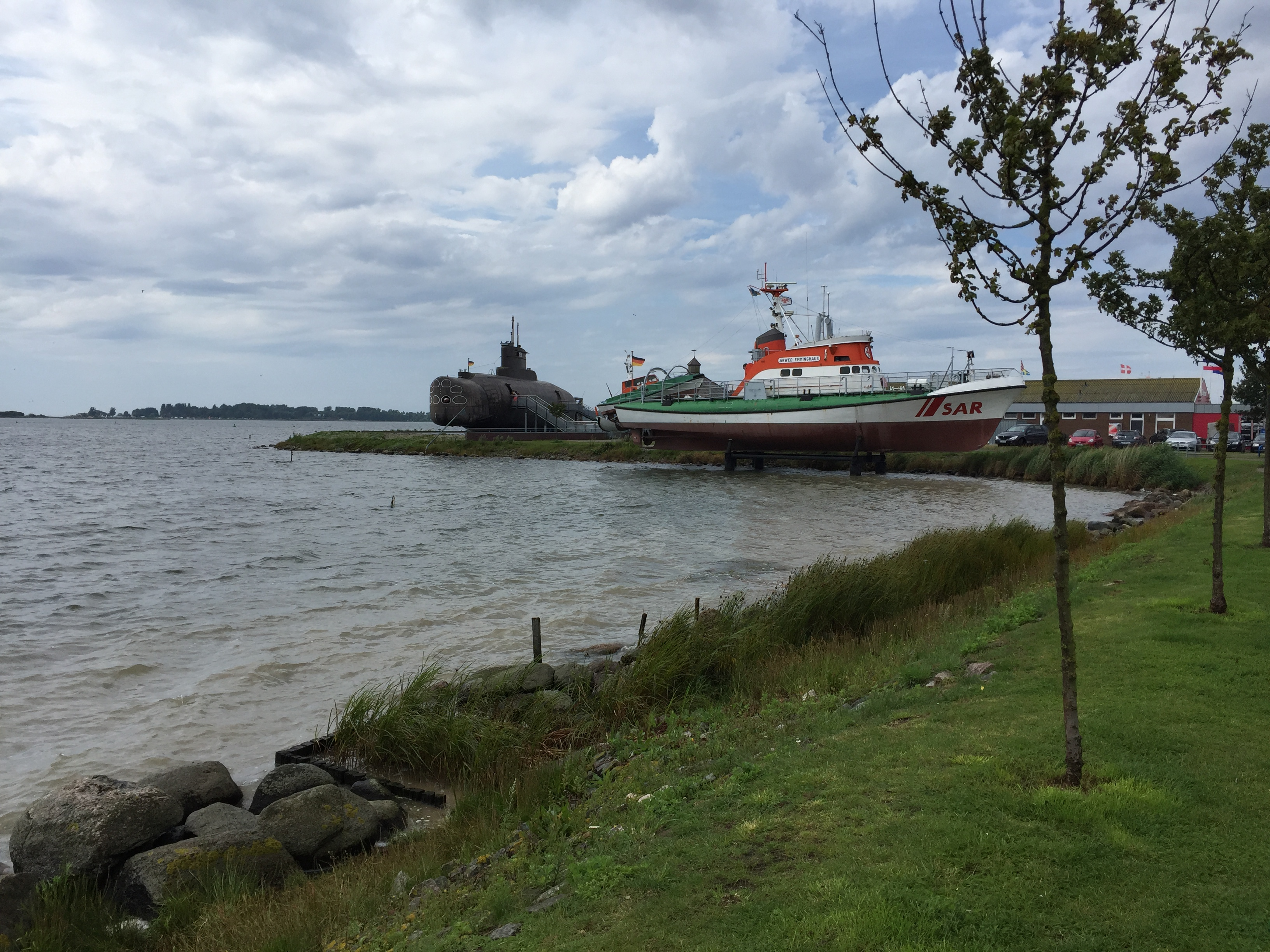
U-Boot und Seenotrettungskreuzer auf einem Bild

Burgstaaken wurde erstmals 1778 mit einem kleinen Bootshafen erwähnt, von dem seit 1780 eine Fähre einmal pro Woche nach Rødby/Dänemark verkehrte.
Ein erster Ausbau des Hafens erfolgte von 1854 bis 1875, als die Fahrrinne ausgebaggert und sie am Ausgang des Binnensees mit einer Steinmole versehen wurde. Zudem wurde das Hafenbecken ausgebaggert, so dass es 93 m lang, 25 m breit und 2,50 m tief war. Ein weiterer Ausbau von 1865 bis 1871 kostete 143.527 Mark und brachte die Vergrößerung des Beckens auf 124 × 36 m, bevor der Hafen 1897 auf viereinhalb Meter vertieft wurde. Von 1904 bis zur Fertigstellung der Fehmarnsundbrücke 1963 war Burgstaaken Teil der Inselbahn Fehmarn. Vom Haltepunkt zweigte eine kurze Anschlussbahn zum Hafen ab, deren Gleise heute teilweise noch zu sehen sind. Von 1920 bis 1952 fuhren Linien-Dampfschiffe nach Lübeck und Kiel. Bis 1974 wurde in Burgstaaken mit zuletzt sechs Schiffen Steinfischerei betrieben und dabei jährlich bis zu 40.000 Tonnen Steine angelandet.
Nachdem Sanierungsarbeiten zwischen 1912 und 1974 keine Veränderungen am Grundriss des Hafens gebracht hatten, folgte 1975 eine Hafenerweiterung um diesen für die „Butterfahrten“ nach Rødby nutzbar zu machen, die bis zum Jahr 2001 von Burgstaaken aus stattfanden und von bis zu 400.000 Passagiere pro Jahr genutzt wurden.
1919 wurde eine Fischgenossenschaft gegründet, die jedoch nur wenige Jahre Bestand hatte. Deren heutiger Nachfolger wurde 1949 gegründet. Wirtschaftliche Bedeutung hat der Hafen heute als Heimathafen mehrerer Fischkutter sowie für den Abtransport des auf Fehmarn angebauten Getreides. Daher findet man im Hafen Silos mehrerer Getreidehändler. Jährlich werden zwischen 50000 und 60000 Tonnen Getreide der Fehmarner Bauern exportiert. Seit 1997 werden einige der Silos für Toprope-Kletterpfade genutzt, die bis zu 30 Meter in die Höhe führen.
Seit Mai 2005 kann das deutsche U-Boot U 11 besichtigt werden, das zuletzt als bewegliches Ziel für Schießübungen benutzt wurde. Direkt daneben gibt es ein Museum, das sich mit der deutschen U-Boot-Flotte der Nachkriegszeit beschäftigt. Seit Oktober 2014 befindet sich direkt neben dem U-Boot-Museum das Seenotrettungsmuseum mit dem ehemaligen Seenotkreuzer Arwed Emminghaus.
Seit ungefähr 1874 befindet sich in Burgstaaken das Denkmal an den Ersten Schleswig-Holsteinischen Krieg (1848–1851) und die Gefangennahme des dänischen Barons Frederik Edwin Rudolph Dirckinck-Holmfeld durch den Küsten-Hauptmann Baron August Ferdinand von Leesen. Der ursprüngliche Standort auf Burgtiefe (Strandburg) war als zu gefährlich erachtet worden, da das Denkmal dort bereits mehrere Sturmfluten zu überstehen gehabt hatte.
Nach Sanierung der Ostmole wurde ab Oktober 2014 mit der Sanierung der Westmole und des Vorplatzes begonnen, die im Sommer 2015 abgeschlossen wurde. Die Maßnahme von 2,3 Millionen Euro wurde mit 974.000 Euro vom Land Schleswig-Holstein subventioniert. Als nächster Schritt soll die Ostseite des Hafens über Mittel des Europäischen Meeres- und Fischereifonds für 1,2 Millionen Euro aufgewertet werden.
Mit einer Fördermittelzusage wird nicht vor 2017 gerechnet.

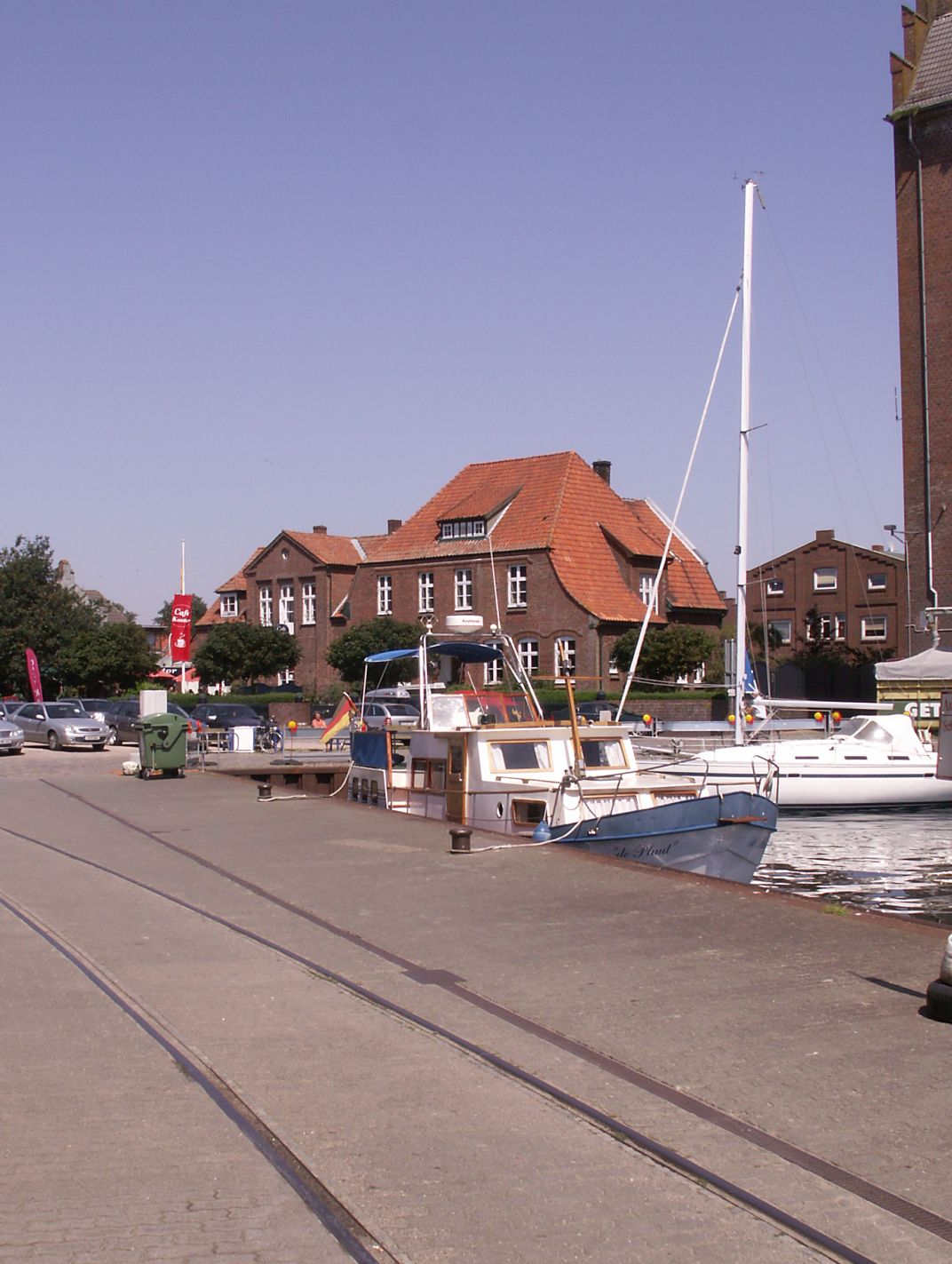
Ehemalige Eisenbahngleise im Hafen
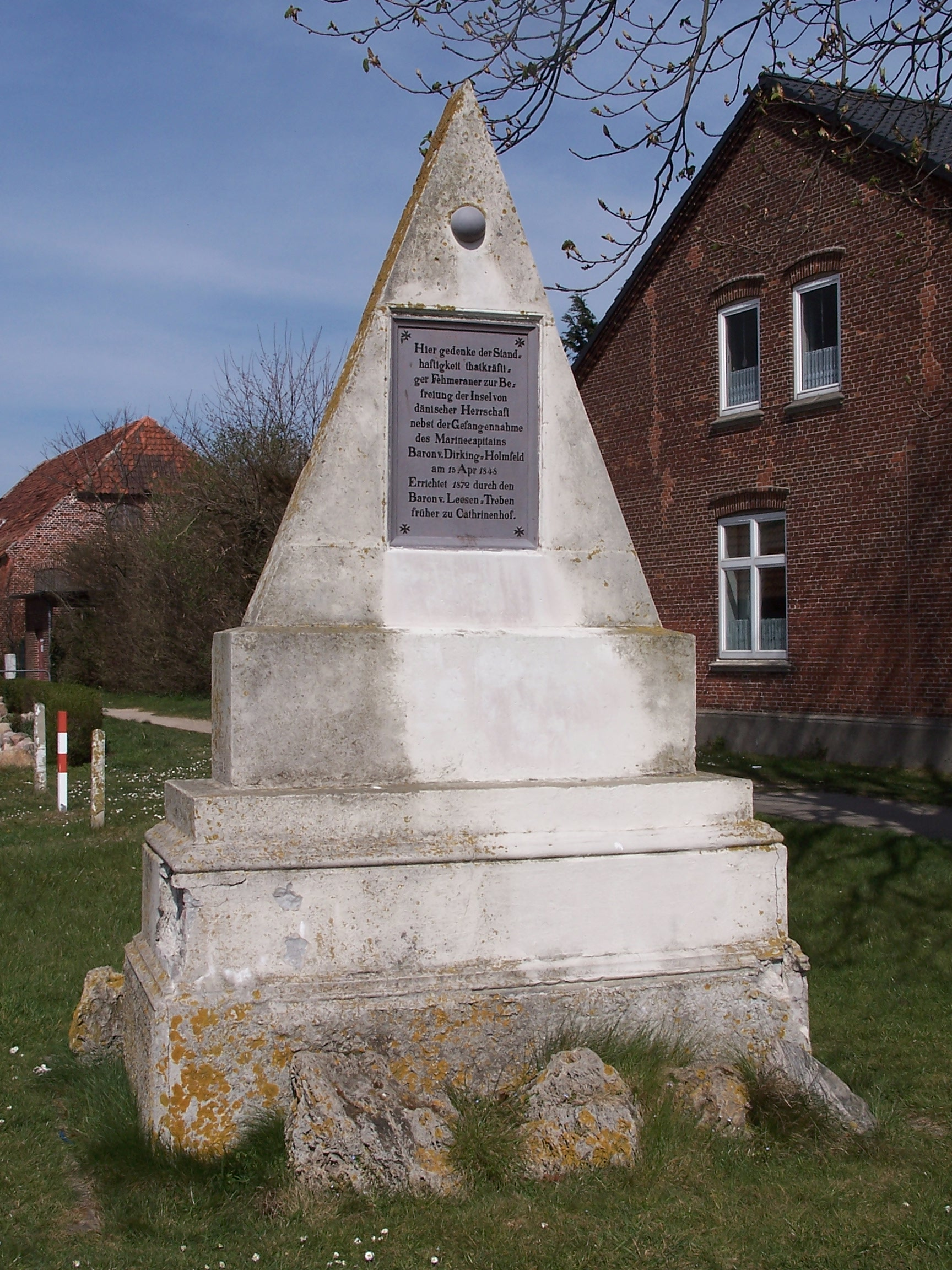
Denkmal an den Ersten Schleswig-Holsteinischen Krieg
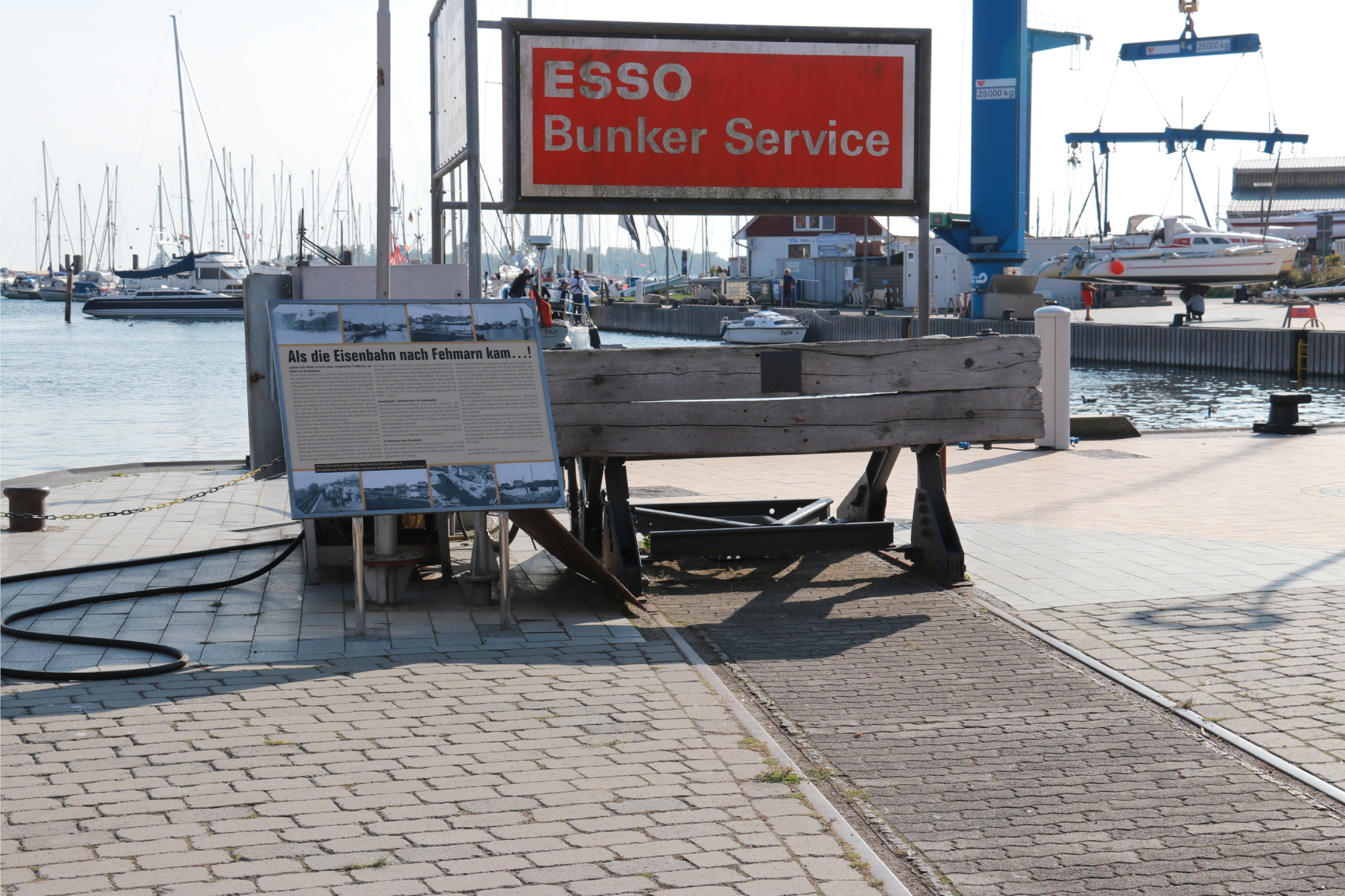
Ende des Gleises am Hafen Burgstaaken

## Verkehr
Bis zur Stilllegung war Burgstaaken durch eine am 8. September 1905 eröffnete Strecke der Inselbahn Fehmarn an das Bahnnetz angeschlossen, die durch die Kreis Oldenburger Eisenbahn-Gesellschaft erbaut wurde. Der Personenverkehr wurde am 30. April 1963 eingestellt. Zum Hafen führte ein Anschlussgleis.

## Seeposition
Vor Burgstaaken hält die DGzRS-Station Großenbrode eine Seeposition. Von 1976 bis 2011 lag der DGzRS-Rettungskreuzer John T. Essberger mit dem Tochterboot Elsa auf einer festen Seeposition vor Burgstaaken. 2011 übernahm der Rettungskreuzer Bremen mit Tochterboot Vegesack den Dienst, um die Gewässer rund um Fehmarn zu sichern. In der Sommersaison befindet sich die Bremen im Fehmarnsund vor Burgstaaken in Bereitschaft liegend auf der festen Seeposition. Im Winter liegt das Schiff im Ex-Marinehafen im Großenbroder Binnensee.